# سامانلو
سامانلو (بالإنجليزية: Shahid Mohammadpur)‏ هي قرية تقع في أردبيل في إيران. يقدر عدد سكانها بـ 352 نسمة .